# Vila Rica, Mato Grosso
Vila Rica este un oraș și o municipalitate din statul un oraș în Mato Grosso (MT), Brazilia.
1. ↑   https://cidades.ibge.gov.br/brasil/mt/vila-rica/panorama, accesat în 10 iunie 2024 Lipsește sau este vid: |title= (ajutor)
2. ↑   https://www.vilarica.mt.gov.br/Fale-Conosco/ Lipsește sau este vid: |title= (ajutor)